# Igor Mozgalow
Igor Anatoljewicz Mozgalow, ros. Игорь Анатольевич Мозгалёв (ur. 24 maja 1961 w Kirowo-Czepiecku) – rosyjski hokeista.

## Kariera
- Olimpija Kirowo-Czepieck
- Latvijas Bērzs (1982-1983)
- / Olimpija Kirowo-Czepieck (1984-1985, 1988-1993)
- Kominieft Niżnij Odies (1993/1994)
- Olimpija Kirowo-Czepieck (1994/1995)
- HC Železárny Trzyniec (1994/1995)
- Olimpija Kirowo-Czepieck (1995)
- STS Sanok (1995-1997)
  -  Podhale Nowy Targ (1996)
- Progriess Głazow (1996/1997)
- TTH Toruń (1997-1999)

Wychowanek i wieloletni zawodnik klubu Olimpija w rodzinnym Kirowo-Czepiecku. Występował w lidze polskiej, od 1995 do 1997 w klubie STS Sanok (sezony 1995/1996 i 1996/1997), następnie Podhalu, później ponownie w Sanoku. W trakcie sezonu 1996/1997 w TTH Toruń, gdzie grał w kolejnych dwóch sezonach 1997/1998, 1998/1999 (wraz z nim z Sanoka do Torunia podążył Juryj Fajkou).
Po zakończeniu kariery został zawodnikiem drużyny Dzikie Pszczoły w Kirowo-Czepiecku grającej w lidze amatorskiej.